# Ясинський Леонід Васильович
Леонід Васильович Ясинський (16 березня 1921, місто Козятин, тепер Вінницької області — 27 серпня 1989, місто Чернігів) — український компартійний діяч, 1-й секретар Чернігівського промислового обкому КПУ, секретар Чернігівського обкому КПУ. Депутат Верховної Ради УРСР 6-го скликання.

## Біографія
Народився в родині робітника-залізничника.
У 1944 році закінчив кораблебудівний інститут. Учасник німецько-радянської війни.
У 1944—1945 роках працював на заводі імені Серго Орджонікідзе в місті Батумі Грузинської РСР.
У 1945—1954 роках — начальник центральної лабораторії, головний металург заводу імені Кірова міста Великий Токмак Запорізької області.
Член ВКП(б) з 1948 року.
У 1954—1960 роках — 2-й секретар Велико-Токмацького районного комітету КПУ Запорізької області; інструктор ЦК КПУ.
З 1960 по січень 1963 року — завідувач промислово-транспортного відділу Чернігівського обласного комітету КПУ.
15 січня 1963 — 7 грудня 1964 року — 1-й секретар Чернігівського промислового обласного комітету КПУ.
7 грудня 1964 — 30 листопада 1981 року — секретар Чернігівського обласного комітету КПУ з питань промисловості.
З 30 листопада 1981 року — персональний пенсіонер союзного значення в місті Чернігові. Працював заступником голови Чернігівського обласного правління науково-технічного товариства машинобудівної промисловості.
Помер після важкої хвороби 27 серпня 1989 року в місті Чернігові.

## Нагороди
- два ордени Трудового Червоного Прапора
- орден Дружби народів
- два ордени «Знак Пошани»
- орден Вітчизняної війни ІІ ст. (6.11.1985)
- медалі
- Почесна грамота Президії Верховної Ради Української РСР (15.03.1971)